# Mollenmühle
Mollenmühle ist eine Einöde sowie ein Ortsteil der kreisfreien Stadt Kempten (Allgäu). Der Ort wurde 1818 der Ruralgemeinde Sankt Lorenz angeschlossen und unterlag der Pfarrei Heiligkreuz. Zum 1. Juli 1972 wurde Sankt Lorenz, also auch der Ortsteil, in die Stadt Kempten eingegliedert.
Erwähnt wird im Jahr 1593 ein Müller Moll zu Bremberg, daher gehörte dieses Anwesen noch zu Bremberg. Seit etwa 1780 wird die Mollenmühle in Landtafeln als Bauerngut mit Mahlmühlgerechtigkeit und Sägemühle erwähnt.